# Облак
Облаци настају кондензацијом и сублимацијом водене паре у слободној атмосфери. Облаци су видљиве наслаге водених капљица, ледених кристала или смесе капљица и кристала, које лебде у Земљиној атмосфери. Они се, дакле састоје из ситних капљица воде и честица леда. Да би дошло до формирања облака, ваздух мора да них кристала. Настају кад се ваздух засити воденом паром, што се може догодити због повећања количине водене паре у ваздуху или због смањења температуре ваздуха испод температуре росишта. У облацима се могу налазити и веће честице леда, па и честице које потичу од загађења што га стварају индустрија и промет (аеросоли). Пречник је водених капљица неколико микрометара, а ледених кристала од неколико десетина микрометара до неколико милиметара.
Између облака и магле нема суштинских разлика. На пример, магла образована на планинским странама за посматраче из нижих долинских предела је облак. Облаци се разликују од магле јер су високо изнад тла. Важна је њихова улога у енергетском стању атмосфере: распршују, апсорбују и реемитују зрачење са Земље и Сунца и тако онемогућавају нагло загревање или хлађење тла и ваздуха, кондензацијом водене паре ослобађају латентну топлоту, а атмосферским процесима враћају воду на тло. Облаци учествују у циклусу водене паре (хидролошки циклус) у атмосфери јер се кондензацијом ослобађа латентна топлота и јер атмосферским процесима враћа воду на површину Земље.
Влажан ваздух пун влаге се подиже у вис. Кад достигне одређену висину, он се хлади. На ниској температури топли ваздух више не може да задржи влагу у облику водене паре, па се она претвара у малене капи воде или комадиће леда и тако ствара облаке. Сви су облаци, зато што се стварају на различитим висинама и температурама, потпуно различити и непрестано мењају свој облик. Уз то, облаци су састављени од различитих честица, које опет зависе од температуре и висине.
Постоје два метода именовања облака у њиховим респективним атмосферским слојевима; латински и уобичајени. Типови облака у тропосфери, атмосферском слоју најближем Земљиној површини, имају латинска имена услед универзалног прихватања Лук Хауардове номенклатуре. Формално предложена 1802. године, она је постала основа модерног међународног система којим се облаци деле у пет физичких форми које са јављају на свим висинским нивоима (раније називаним ). Ови физички типови, у приближно растућем реду конвективне активности, обухватају стратиформне слојеве, цириформне прамене и слојеве, стратокумулиформне слојеве (углавном структуриране као ролне, ваљци и праменови), кумулиформне гомиле, и веома велике кумулонимфиформне гомиле које имају комплексну структуру. Физичке форме се деле по висинском нивоу у десет основних родних типова. Латинска имена за применљиве родове високог нивоа садрже циро-префикс, а алто- префикс се додаје у имена родова средњег нивоа. Већина родова се може даље поделити у врсте и даље рашчланити у варијетете. Веома ниски стратиформни облак који досеже до Земљине површине има уобичајено име, магла, али нема латинског имена.
Цириформни облаци који се формирају у вишим деловима стратосфере и мезосфере имају уобичајена имена за њихове главне типове. Они се ретко јављају, углавном у поларним регионима Земље. Облаци су уочени у атмосферама других планета и месеца у Соларном систему и изван. Међутим, услед њихових другачијих температурних карактеристика, они се често састоје од других супстанци као што су метан, амонијак, и сумпорна киселина као и вода.
Свеукупно гледано, хомосферни облаци могу да буду унакрсно класификовани по форми и нивоу тако да се изводи десет тропосферских родова, магла која се формира на површинском нивоу, и два додатна главна типа изнад тропосфере. Кумулус генус обухвата три врсте које указују на вертикалну величину. Облаци са довољном вертикалном величином да заузимају випе од једног висинског нивоа се званично класификују као ниски- или средњег-нивоа према надморској висини на којој су иницијално формирани. Међутим они се исто тако неформално класификују као вишеслојни или вертикални.
| Форме и нивои           | Стратиформа неконвективна | Цириформа углавном неконвективна                | Стратокумулиформа ограничено конвективна | Кумулиформа слободно конвективна | Кулулонимбиформа веома конвективна |
| ----------------------- | ------------------------- | ----------------------------------------------- | ---------------------------------------- | -------------------------------- | ---------------------------------- |
| Екстремни ниво          |                           | Ноћни светлећи облак (поларни мезосферни облак) |                                          |                                  |                                    |
| Веома висок ниво        |                           | Поларни стратосферски облак                     |                                          |                                  |                                    |
| Висок ниво              | Циростратус               | Цирус                                           | Цирокумулус                              |                                  |                                    |
| Средњи ниво             | Алтостратус               |                                                 | Алтокумулус                              |                                  |                                    |
| Ниски ниво              | Стратус                   |                                                 | Стратокумулус                            | Кумулус хумилис                  |                                    |
| Више нивоа / вертикално | Нимбостратус              |                                                 |                                          | Кумулус медиокрис                |                                    |
| Торњасто вертикално     |                           |                                                 |                                          | Кумулус конгестус                | Кумулонимбус                       |
| Површински ниво         | Магла                     |                                                 |                                          |                                  |                                    |

## Облаци и падавине
Ако у неком делу Земљине атмосфере који је засићен влагом пада температура, кондензоваће ће се водена пара и створиће се капљице воде. Стварају ли се те капљице близу тла, настаће магла, а стварају ли се на већим висинама, настаће облаци. Облаци настају и на тај начин што се топли ваздух као специфично лакши диже увис, где је нижа температура. Ако овај ваздух садржи велику количину влаге, кондензоваће се хлађењем, што доводи до облака. Стварању магле погодују прашина и дим у ваздуху. Честице прашине и дима чине језгро кондензације водене паре хлађене испод тачке росе. Зими, као и на високим планинама, када је температура веома ниска, смрзавају се водене капљице у ситне кристале, који стварају снег.
Киша се састоји од великих капљица воде. Да би из облака падала киша, морају од ситних капљица настати крупније, јер ситне капљице падају споро, па на путу испаре. Лети услед брзог и великог загревања диже се у висину ваздух са великим садржајем влаге, где се охлади испод 0 °C. Како лети ваздух садржи више влаге него зими, створиће се хлађењем велики кристали односно лед, који пада као град на Земљу. Земаљска површина губи ноћу ижаривањем велик део топлоте, коју је дању примила путем Сунчеве светлости. Услед тога настаје охлађивање ваздуха, а тиме кондензација сувишне влаге у облику капљица на површини Земље. То је роса. Зими из истог разлога настају захлађивања испод 0 °C, а тиме смрзавање росе у облику иглица, што се зове слана.
Све наведене метеоролошке појаве, то јест киша, снег, град, роса и мраз, које настају услед кондензације водене паре у ваздуху, зову се падавине. Количина падавина мери се висином слоја воде у милиметрима по квадратном метру (mm / m²) кога би створила вода падавина кад би остала на тлу, а да се не испари, нити да отиче у земљу. На пример, ако се каже да је у току 24 сата на неком месту количина падавина 2 mm, то значи да је пало толико кише да на сваки m² долази 2 литре воде. Наиме слоју воде висине 1 mm на површини од 1 m² одговара количина воде од 1 литра, то јест 1 dm³. Суве крајеви имају падавине мање од 500 mm годишње. За мерење падавина се користи се показивач кише, кишометар или омброметар.

## Класификација облака
Облаци се сврставају у групе на основу:
- њиховог облика
- начина постанка
- висине
- физичког састава

### Подела према облику
Према спољашњем изгледу облаци се могу подијелити на три основна и више прелазних облика. Три основна облика су:
- Стратуси (слојевити облаци који настају принудним уздизањем или турбулентним мјешањем ваздуха)
- Кумулуси (гомиласти облаци који настају у нестабилној атмосфери, гдје су изражена вертикална кретања ваздуха; њихов развој зависи од: притиска, релативне влажности ваздуха, подлоге изнад које се обликује, промјени температуре са висином)
- Цируси (облаци који настају у областима јаких висинских вјетрова)

### Подела облака према висини

#### Високи облаци
Високи облаци су ледени облаци, с температуром нижом од -35 °C, те се због тога састоје искључиво од кристалића леда. Мале су дебљине, обично бијеле боје и из њих се не излучују падавине. У ову групу спадају:
Цирус (Cr)
Цируси су високи облаци који се најчешће јављају, када је лијепо вријеме. То су раздвојени облаци влакнастог изгледа, у виду бијелих трака. Обично се јављају на надморским висинама између 3 и 8 km у поларним, између 5 и 13 km у умјереним и између 6 и 18 km у тропским областима.
Cirrocumulus (Cc)
Цирокумулуси се ријетко се јављају, и покривају мањи дио неба. Ови облаци се јављају на висини од 5 до 7 km. Изгледају као грудве снијега. Због грудвичастог облика обично најављују промјену времена – погоршање.
Cirrostratus (Cs)
Циростратуси су високи облаци који прекривају цијело небо као вео. Могу да се јаве при заласку Сунца, усред дана или усред ноћи. Најчешће се јављају на висинама изнад 3 km у поларним, изнад 5 km у умјереним и изнад 6 km у тропским областима.

#### Средњи облаци
Средњи облаци су мјешовити облаци леда и воде, с температуром од -10 до -35 °C. У ову групу спадају:
Altocumulus (Ac)
Алтокумулуси су сиви или бијели облаци у виду плоча или грудви, обично правилно распоређених. Најчешће се јављају на висинама између 2 и 4 km у поларним, 2 и 7 km у умјереним и 2 и 8 km у тропским областима.
Altostratus (As)
Алтостратус је сив или плавичаст, избраздан или уједначен облачни слој који обично покрива цијело небо. Из алтостратуса се могу излучивати падавине оштријег интензитета. Алтостратус се најчешће се јавља на висинама између 2 и 4 km у поларним, између 2 и 7 km у умјереним и између 2 и 8 km у тропским областима. Дебљина Алтостратуса може да буде од 1000 до преко 5000 m.

#### Ниски облаци
Ниски облаци су углавном састављени од водених капљица. Могу да садрже снијег и ледене кристалиће на ниским температурама. У ову групу спадају:
Nimbostratus (Ns)
Нимбостратус је тамносиви облак, велике дебљине, који у потпуности заклања Сунце и Мјесец. Видљивост испод овог облака је смањена, због испаравања кише која пада. Нимбостратус се јавља на надморским висинама између 2 и 4 km у поларним, између 2 и 7 km у умјереним и између 2 и 8 km у тропским областима. Његова дебљина се креће од 2 до 8 km.
Stratocumulus (Sc)
Стратокумулус је сивобјеличаст танак слој, састављен од раздвојених или састављених грудви или плоча. Из овог облака понекад пада слаба киша или снијег. Обично се јавља на висини мањој од 2 km. Дебљина стратокумулуса се креће од 500 до 1000 m.
Stratus (St)
Стратус је ниски облак сиве боје, који покрива цијело небо. Понекад из њега падају сипећа киша или ситан зрнаст снијег. Стратус се обично јавља на надморским висинама од 2 km. Дебљина овог облака се креће између 10 и неколико стотина метара.

#### Облаци вертикалног развитка
Облаци вертикалног развитка настају интензивним вертикалним уздизањем ваздуха у нестабилној атмосфери. Овој групи припадају:
Cumulusi (Cu)
Кумулуси су издвојени, густи, јасно оивичени облаци, који се вертикално развијају у облике нарастајућих гомила. Кумулуси слабијег вертикалног развића су кумулуси лијепог времена, а из већих и више развијених кумулуса који личе на карфиол може доћи до излучивања пљусковитих падавина.
Cumulonimbus (Cb)
Кумулонимбус је олујни облак знатног вертикалног простирања. База облака је тамне боје и прилично равна. Обично настаје из великих и развијених кумулуса. Доњи дио облака је састављен од водених капи, средишњи из мјешовитог састава, а горњи дио се састоји од кристалића леда. Из кумулонимбуса се излучују пљусковите падавине – киша, снијег или град, уз олујни вјетар и електрична пражњења. Висина облака се креће између 2 и 3 km, али може бити и преко 15 km.

### Облаци над тропосфером

#### Поларни стратосферски облаци
Поларни стратосферски облаци или седефасти облаци (међународна скраћеница PSC) појављују се врло ретко током зиме у доњој стратосфери на висини од 15 до 25 километара у вишим географским ширинама. Налик су цирусима или цирокумулусима, а карактеристичне су седефасте боје (настаје због иризације или појаве дугиних боја на облацима).

#### Ноћни светлећи облаци
Ноћни светлећи облак, светлећи ноћни облак или ноктилуцентни облак (међународна скраћеница NLC) највиши је облак на Земљи. Појављује се у летњим месецима у високим географским ширинама на висини од 76 до 85 километара, и то у дубоком сумраку када се Сунце налази испод обзора (хоризонта), а облак је још обасјан Сунцем. Златне је или црвеносмеђе боје близу обзора, а више на небу плавобело, повремено и пурпурне боје. Претпоставља се да се састоји од ледених кристала, вулканскога пепела или метеорске прашине.

### Врсте облака према начину постанка
Према начину постанка (генетска класификација), разликују се три основне врсте облака: конвективни облаци, слојевити облаци и таласасти облаци.

#### Конвективни облаци
Конвективни облаци су кумулус и, кумулонимбуси и алтокумулус кастелануси који настају када се вертикалним струјањем подиже топли влажни ваздух у више и хладније делове атмосфере где се водена пара кондензује (термика). При слабијој конвекцији могу настати кумулуси, при јачој кумулонимбуси, а при конвекцији у вишим слојевима атмосфере алтокумулус кастелануси.

#### Слојевити облаци
Слојевити облаци настају због правилног, постепена дизања слојева влажног ваздуха на великом подручју (алтостратус, циростратус, цирус, нимбостратус, стратус ), турбуленцијом ваздуха на планинским препрекама или као последица динамичке турбуленције ваздуха у сразмерно танком слоју (цирокумулус, стратокумулус).

#### Таласасти облаци
Таласасти облаци су цирокумулуси и алтостратуси који се појављују као последица таласастих кретања у атмосфери у облику упоредних, једнако широких појасева, који покривају већи или мањи део неба. Ти облаци могу бити дугачки десетине и стотине километара, а дебљина им је неколико десетина до стотинак метара.

### Типови облака према односу дужине и висине
Облаци се могу класификовати у:
- стратиформни облаци који имају хоризонтална размере много већа од вертикалних;
- кумулиформни облаци 'који имају веће вертикална димензије од хоризонталних;
- орографски облаци који се јављају под утицајем рељефа (тзв. таласни облаци).

### Подела облака према физичком саставу
Облаци се могу састојати од водених капљица, кристалића леда или могу бити мјешовитог састава. У зависности од састава облаци могу бити:
- колоидно-стабилни – облаци који се састоје од кристалића леда или сићушних капљица.
- колоидно-лабилни – облаци који су мјешовитог састава или се састоје од већих водених капљица различитих димензија
- колоидно-слаболибни – облаци који се састоје од кристалића леда или мањих водених капљица различитих димензија.

## Формирање у хомосфери: Како ваздух постаје засићен
Земаљски облаци могу се наћи широм већине хомосфере, што обухвата тропосферу, стратосферу, и мезосферу. Унутар тих слојева атмосфере, ваздух може да постане засићен услед хлађења до његове тачке росе или путем додавања влаге из суседног извора. У том другом случају, засићење се јавља при тачци росе подигнутој до температуре околног ваздуха.

### Адијабатско хлађење
Адијабатско хлађење се јавља кад један или више од три могућа агенса подизања – циклонски/фронтални, конвективни, или орографски – узрокује да се ваздушни сегмент који садржи невидљиву водену пару подигне и охлади до своје тачке росе, температуре на којој ваздух постаје засићен. Главни механизам иза овог процеса је адијабатско хлађење. Како се ваздух хлади до своје тачке росишта и постаје засићен, водена пара се нормално кондензује и формирају се капљице облака. До ове кондензације нормално долази на кондензационим језгрима облака као што су соли или честице прашине које су довољно мале да би се одржале у ваздуху при нормалној циркулацији.
До фронталног или циклонског подизања долази кад sе стабилан ваздух потисне нагоре на атмосферским фронтовима и око центара ниског притиска путем процеса званог конвергенција. Топли фронтови повезани са екстратропским циклонима имају тенденцију стварања углавном цириформних и стратиформних облака над великим областима осим уколико је приближавајућа маса топлог ваздуха нестабилна, у ком случају су кумулус конгестус или кумулонимбус облаци обично уграђени у главни преципитирајући слој облака. Хладни фронтови се обично брже крећу и стварају ужу линију облака који су углавном стратокумулиформ, кумулиформ, или кумулонимбиформ у зависности од стабилности топле ваздушне масе непосредно испред фронта.